# Léa Wolman

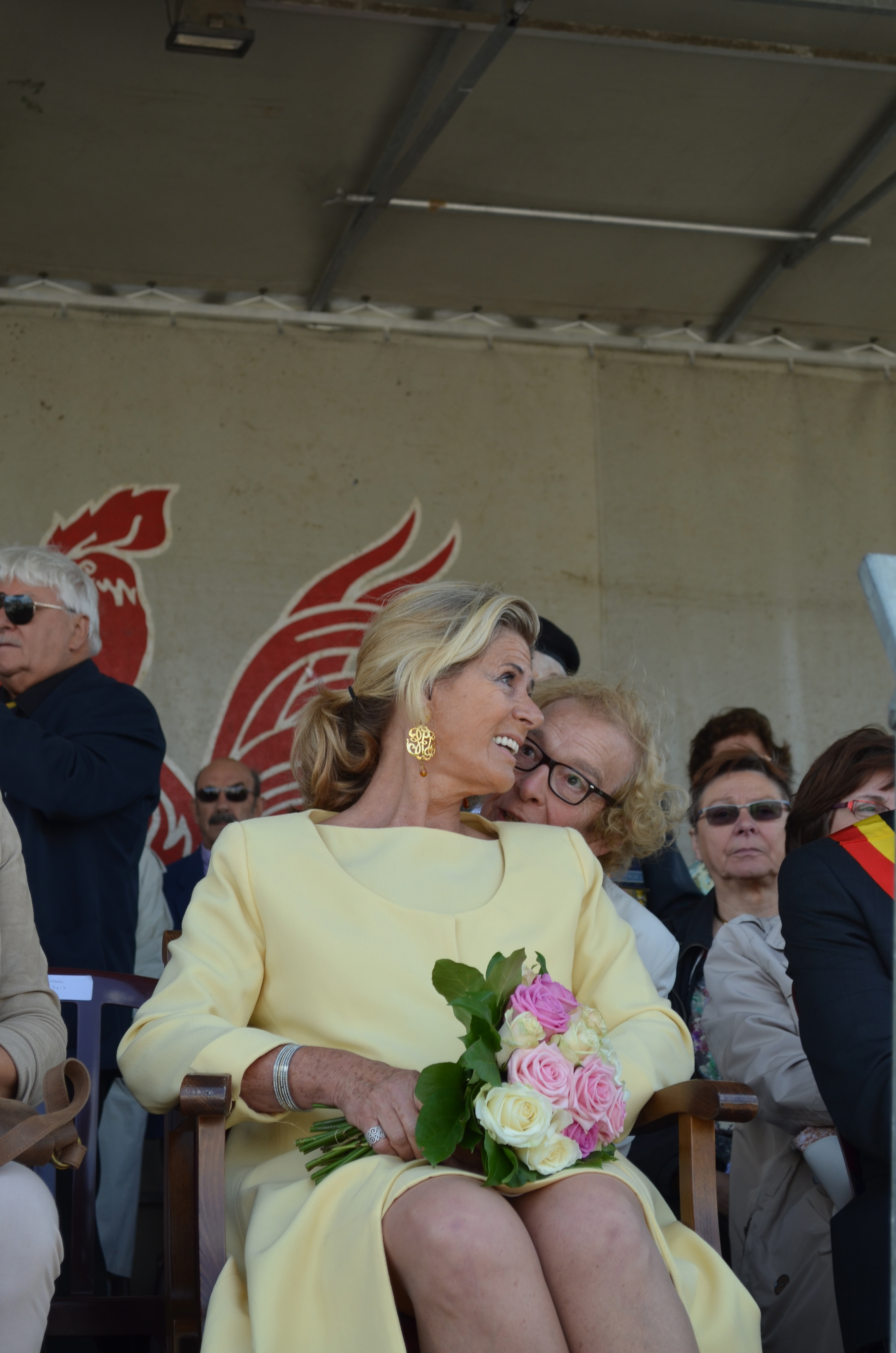
Léa Wolman in Charleroi op 13 juni 2015.

Léa Inge Dora Wolman (Etterbeek, 2 december 1951) is een lid van de Belgische koninklijke familie. Ze is de weduwe van prins Alexander van België.
Prinses Léa werd geboren als dochter van Sigismund Wolman en Lisa Bornstein. In 1975 trouwde ze met Serge Victorovich Spetschinsky met wie zij een dochter, Laetitia Spetchinsky, kreeg en in 1983 met Paul Robert Bichara, met wie zij een zoon, Renaud Bichara, kreeg. Na haar tweede echtscheiding trouwde ze op 14 maart 1991 met prins Alexander. Het paar hield het huwelijk echter geheim tot 1998, omdat prinses Lilian, Alexanders moeder, hun relatie afkeurde.
Prinses Léa spreekt naast haar moedertaal, het Duits, ook Nederlands, Frans, Engels en Spaans.